# Kimberly Williams (Leichtathletin)
Kimberly Williams (* 3. November 1988 in Danvers Pen, Saint Thomas Parish) ist eine jamaikanische Leichtathletin, die sich auf den Dreisprung spezialisiert hat. Sie siegte zweimal bei den Commonwealth Games und gewann bei den Hallenweltmeisterschaften je eine Silber- und Bronzemedaille.

## Sportliche Laufbahn
Erste Erfahrungen bei internationalen Meisterschaften sammelte Kimberly Williams bei den CARIFTA-Games 2003 in Port of Spain, bei denen sie mit einer Weite von 12,18 m die Goldmedaille in der UU17-Altersklasse im Dreisprung gewann und damit einen neuen Meisterschaftsrekord aufstellte. Im Jahr darauf verteidigte sie bei den CARIFTA-Games in Bermuda ihren Titel und steigerte sich dort auf 12,53 m und 2005 schied sie bei den Jugendweltmeisterschaften in Marrakesch mit 12,32 m in der Qualifikationsrunde aus. Anschließend belegte sie bei den Panamerikanischen Juniorenmeisterschaften in Windsor mit 12,64 m den sechsten Platz im Dreisprung und gelangte mit 5,60 m auf Rang elf im Weitsprung. 2006 siegte sie mit 12,94 m im Dreisprung bei den CARIFTA-Games in Les Abymes in der U20-Altersklasse und belegte im Weitsprung mit 5,79 m den sechsten Platz. Anschließend gewann sie bei den Zentralamerika- und Karibik-Juniorenmeisterschaften in Port-of-Spain mit 12,47 m die Silbermedaille im Dreisprung und schied dann bei den Juniorenweltmeisterschaften in Peking mit 12,81 m in der Vorrunde aus. Im Jahr darauf verteidigte sie bei den CARIFTA-Games auf Providenciales mit 12,85 m ihren Titel im Dreisprung und sicherte sich mit 6,15 m die Silbermedaille im Weitsprung. Anfang Juli gewann sie dann bei den Panamerikanischen Juniorenmeisterschaften in São Paulo mit 13,38 m die Silbermedaille im Dreisprung.
Im Herbst 2007 begann sie ein Studium an der Florida State University und wurde 2009 NCAA-Collegemeisterin im Weit- und Dreisprung im Freien sowie von 2009 bis 2011 im Dreisprung in der Halle. Im Juli 2009 gewann sie dann bei den Zentralamerika- und Karibikmeisterschaften in Havanna mit 13,78 m die Bronzemedaille im Dreisprung hinter den Kubanerinnen Yargelis Savigne und Mabel Gay. Zudem startete sie anschließend bei den Weltmeisterschaften in Berlin und schied dort mit 14,08 m in der Qualifikation aus. Im Jahr darauf siegte sie mit 14,14 m bei den U23-NACAC-Meisterschaften in Miramar und sicherte sich dann auch bei den Zentralamerika- und Karibikspielen (CAC) in Mayagüez mit 14,23 m die Goldmedaille. 2011 startete sie erneut bei den Weltmeisterschaften in Daegu, verpasste dort aber mit 14,06 m erneut den Finaleinzug und beendete im selben Jahr ihr Studium in den Vereinigten Staaten. 2012 wurde sie mit 14,45 m Zweite beim adidas Grand Prix in New York City und erreichte damit erstmals die Top drei bei einem Meeting der Diamond League. Auch beim Herculis in Monaco wurde sie mit 14,50 m und nahm anschließend erstmals an den Olympischen Sommerspielen in Tokio teil und klassierte sich dort mit 14,48 m im Finale auf dem sechsten Platz. Daraufhin wurde sie beim Birmingham Aviva British Grand Prix mit 14,37 m erneut Zweite.
2013 wurde sie beim Prefontaine Classic in Eugene mit 14,78 m Dritte und gelangte bei den Anniversary Games in London mit 14,38 m auf Rang zwei. Anschließend gelangte sie bei den Weltmeisterschaften in Moskau bis ins Finale und belegte dort mit 14,62 m den vierten Platz. Zum Saisonabschluss wurde sie beim Memorial Van Damme in Brüssel mit 14,34 m Zweite. Im Jahr darauf gewann sie bei den Hallenweltmeisterschaften im polnischen Sopot mit einem Sprung auf 14,39 m die Bronzemedaille hinter der Russin Jekaterina Konewa und Olha Saladucha aus der Ukraine. Zum Auftakt der Diamond League wurde sie mit 14,15 m Dritte in Doha und feierte dann im Juni beim adidas Grand Prix mit 14,31 m ihren ersten Sieg. Im Juli wurde sie beim Herculis mit 14,59 m Dritte und siegte dann mit 14,21 m bei den Commonwealth Games in Glasgow. Zudem wurde sie beim Continental-Cup in Marrakesch mit 13,93 m Vierte. 2015 wurde sie mit 14,15 m Zweite bei den Anniversary Games und gelangte beim Bauhaus-Galan in Stockholm mit 14,22 m auf Rang drei. Im August klassierte sie sich dann bei den Weltmeisterschaften in Peking mit 14,45 m im Finale auf dem fünften Platz. Im Jahr darauf wurde sie beim Herculis mit 14,47 m Dritte und gelangte anschließend bei den Olympischen Sommerspielen in Rio de Janeiro bis ins Finale und wurde dort mit einem Sprung auf 14,53 m Siebte.
2017 wurde sie beim Diamond League Meeting in Rabat mit 14,31 m Zweite und gelangte anschließend beim Herculis mit 14,54 m auf Rang drei. Im August belegte sie dann bei den Weltmeisterschaften in London mit 14,01 m im Finale den zehnten Platz und wurde dann mit 14,44 m Zweite beim Birmingham Müller Grand Prix. Im Jahr darauf gewann sie bei den Hallenweltmeisterschaften in Birmingham mit 14,48 m die Silbermedaille hinter der Venezolanerin Yulimar Rojas und verteidigte kurz darauf bei den Commonwealth Games im australischen Gold Coast mit 14,64 m ihren Titel. Mitte Mai wurde sie mit 14,35 m Dritte beim Diamond League Meeting in Shanghai und auch bei den Bislett Games in Oslo wurde sie mit 14,50 m Dritte, ehe sie beim Meeting de Paris mit 14,56 m Rang zwei erreichte. Auch in Rabat wurde sie mit 14,47 m Zweite und erreichte bei Weltklasse Zürich mit 14,47 m Rang drei. 2019 klassierte sie sich bei den Weltmeisterschaften in Doha mit 14,64 m im Finale auf dem vierten Platz und 2021 siegte sie mit 14,62 m bei den USATF Golden Games, einer Veranstaltung auf der World Athletics Continental Tour. Anschließend wurde sie bei der Doha Diamond League mit 14,69 m Zweite und nahm im August zum dritten Mal an den Olympischen Spielen in Tokio teil und erreichte dort das Finale, in dem sie mit 14,51 m den achten Platz belegte. Anfang September wurde sie bei Weltklasse Zürich mit 14,47 m Dritte.
2022 startete sie erneut bei den Hallenweltmeisterschaften in Belgrad und gewann dort mit Saisonbestleistung von 14,62 m die Bronzemedaille hinter der Venezolanerin Rojas und Maryna Bech-Romantschuk aus der Ukraine. Im Juli gelangte sie bei den Weltmeisterschaften in Eugene mit 14,29 m im Finale auf Rang sieben und anschließend belegte sie bei den Commonwealth Games in Birmingham mit 14,25 m den vierten Platz. Ende August siegte sie dann mit 13,92 m beim #True Athletes Classics. Im Jahr darauf belegte sie bei den Weltmeisterschaften in Budapest mit 14,38 m im Finale den siebten Platz. 2024 belegte sie bei den Hallenweltmeisterschaften in Glasgow mit 14,07 m ebenfalls den siebten Platz. Im August verpasste sie bei den Olympischen Sommerspielen in Paris mit 13,77 m den Finaleinzug.
In den Jahren 2010 und von 2012 bis 2017 wurde Williams jamaikanische Meisterin im Dreisprung.

## Persönliche Bestleistungen
- Weitsprung: 6,55 m, 25. Februar 2011 in Blacksburg
- Dreisprung: 14,69 m (+1,6 m/s), 28. Mai 2021 in Doha